# 選抜高等学校野球大会 (宮城県勢)
選抜高等学校野球大会における宮城県勢の戦績について記す。

## 大会結果
| 大会（開催年）       | 選出校                     | 試合結果 | 試合結果                        | 成績     |
| -------------------- | -------------------------- | -------- | ------------------------------- | -------- |
| 第29回大会（1957年） | 東北（初出場）             | 2回戦    | ● 0 - 4 柳井                    | 初戦敗退 |
| 第39回大会（1967年） | 仙台商（初出場）           | 1回戦    | ● 0 - 4 高知                    | 初戦敗退 |
| 第40回大会（1968年） | 仙台育英（初出場）         | 1回戦    | ○ 9x - 8 興国                   | 2回戦    |
| 第40回大会（1968年） | 仙台育英（初出場）         | 2回戦    | ● 3 - 7 平安                    | 2回戦    |
| 第42回大会（1970年） | 東北（13年ぶり2回目）      | 1回戦    | ● 1 - 5 鳴門                    | 初戦敗退 |
| 第44回大会（1972年） | 東北（2年ぶり3回目）       | 2回戦    | ○ 3 - 0 奈良工                  | ベスト4  |
| 第44回大会（1972年） | 東北（2年ぶり3回目）       | 準々決勝 | ○ 5 - 1 倉敷工                  | ベスト4  |
| 第44回大会（1972年） | 東北（2年ぶり3回目）       | 準決勝   | ● 2 - 3x 日大桜丘               | ベスト4  |
| 第47回大会（1975年） | 仙台育英（7年ぶり2回目）   | 1回戦    | ○ 7 - 4 近大付                  | 2回戦    |
| 第47回大会（1975年） | 仙台育英（7年ぶり2回目）   | 2回戦    | ● 3 - 4 静岡商                  | 2回戦    |
| 第49回大会（1977年） | 東北（5年ぶり4回目）       | 1回戦    | ○ 2 - 1 熊本工（延長12回）      | 2回戦    |
| 第49回大会（1977年） | 東北（5年ぶり4回目）       | 2回戦    | ● 2 - 6 丸亀商                  | 2回戦    |
| 第50回大会（1978年） | 東北（2年連続5回目）       | 1回戦    | ○ 3 - 2 村野工                  | ベスト8  |
| 第50回大会（1978年） | 東北（2年連続5回目）       | 2回戦    | ○ 5 - 3 高松商                  | ベスト8  |
| 第50回大会（1978年） | 東北（2年連続5回目）       | 準々決勝 | ● 0 - 3 浜松商                  | ベスト8  |
| 第51回大会（1979年） | 東北（3年連続6回目）       | 1回戦    | ● 1 - 6 下関商                  | 初戦敗退 |
| 第52回大会（1980年） | 東北（4年連続7回目）       | 2回戦    | ○ 10 - 3 松江商                 | ベスト8  |
| 第52回大会（1980年） | 東北（4年連続7回目）       | 準々決勝 | ● 5 - 6 丸亀商                  | ベスト8  |
| 第54回大会（1982年） | 東北（2年ぶり8回目）       | 1回戦    | ● 1 - 4 PL学園                  | 初戦敗退 |
| 第55回大会（1983年） | 東北（2年連続9回目）       | 1回戦    | ○ 4 - 2 長浜北                  | 2回戦    |
| 第55回大会（1983年） | 東北（2年連続9回目）       | 2回戦    | ● 5 - 6 大社                    | 2回戦    |
| 第57回大会（1985年） | 東北（2年ぶり10回目）      | 1回戦    | ○ 5 - 0 堅田                    | ベスト8  |
| 第57回大会（1985年） | 東北（2年ぶり10回目）      | 2回戦    | ○ 3x - 2 明野                   | ベスト8  |
| 第57回大会（1985年） | 東北（2年ぶり10回目）      | 準々決勝 | ● 0 - 1 池田                    | ベスト8  |
| 第61回大会（1989年） | 仙台育英（14年ぶり3回目）  | 1回戦    | ○ 3 - 2 小松島西                | ベスト8  |
| 第61回大会（1989年） | 仙台育英（14年ぶり3回目）  | 2回戦    | ○ 2 - 1 尼崎北                  | ベスト8  |
| 第61回大会（1989年） | 仙台育英（14年ぶり3回目）  | 準々決勝 | ● 2 - 5 上宮                    | ベスト8  |
| 第62回大会（1990年） | 東北（5年ぶり11回目）      | 1回戦    | ○ 1 - 0 智弁学園                | 2回戦    |
| 第62回大会（1990年） | 東北（5年ぶり11回目）      | 2回戦    | ● 0 - 1 近大付                  | 2回戦    |
| 第63回大会（1991年） | 仙台育英（2年ぶり4回目）   | 1回戦    | ● 0 - 10 大阪桐蔭               | 初戦敗退 |
| 第64回大会（1992年） | 仙台育英（2年連続5回目）   | 1回戦    | ○ 18 - 11 読谷                  | 2回戦    |
| 第64回大会（1992年） | 仙台育英（2年連続5回目）   | 2回戦    | ● 1 - 3 PL学園                  | 2回戦    |
| 第65回大会（1993年） | 東北（3年ぶり12回目）      | 2回戦    | ○ 5 - 3 土佐                    | 3回戦    |
| 第65回大会（1993年） | 東北（3年ぶり12回目）      | 3回戦    | ● 0 - 4 鹿児島商工              | 3回戦    |
| 第66回大会（1994年） | 東北（2年連続13回目）      | 1回戦    | ● 2 - 11 宇和島東               | 初戦敗退 |
| 第67回大会（1995年） | 仙台育英（3年ぶり6回目）   | 1回戦    | ● 3 - 4 神港学園                | 初戦敗退 |
| 第70回大会（1998年） | 仙台育英（3年ぶり7回目）   | 1回戦    | ● 3 - 4 日本航空                | 初戦敗退 |
| 第71回大会（1999年） | 東北（5年ぶり14回目）      | 1回戦    | ● 0 - 2 玉野光南                | 初戦敗退 |
| 第73回大会（2001年） | 東北（2年ぶり15回目）      | 2回戦    | ● 1 - 8 関西創価                | 初戦敗退 |
| 第73回大会（2001年） | 仙台育英（3年ぶり8回目）   | 2回戦    | ○ 4x - 3 海星（延長10回）       | 準優勝   |
| 第73回大会（2001年） | 仙台育英（3年ぶり8回目）   | 3回戦    | ○ 3 - 1 藤代                    | 準優勝   |
| 第73回大会（2001年） | 仙台育英（3年ぶり8回目）   | 準々決勝 | ○ 9 - 1 市川                    | 準優勝   |
| 第73回大会（2001年） | 仙台育英（3年ぶり8回目）   | 準決勝   | ○ 7 - 1 宜野座                  | 準優勝   |
| 第73回大会（2001年） | 仙台育英（3年ぶり8回目）   | 決勝     | ● 6 - 7 常総学院                | 準優勝   |
| 第75回大会（2003年） | 東北（2年ぶり16回目）      | 2回戦    | ○ 2 - 1 浜名                    | 3回戦    |
| 第75回大会（2003年） | 東北（2年ぶり16回目）      | 3回戦    | ● 9 - 10x 花咲徳栄              | 3回戦    |
| 第76回大会（2004年） | 東北（2年連続17回目）      | 1回戦    | ○ 2 - 0 熊本工                  | ベスト8  |
| 第76回大会（2004年） | 東北（2年連続17回目）      | 2回戦    | ○ 3 - 2 大阪桐蔭                | ベスト8  |
| 第76回大会（2004年） | 東北（2年連続17回目）      | 準々決勝 | ● 6 - 7x 済美                   | ベスト8  |
| 第77回大会（2005年） | 一迫商（21世紀枠・初出場） | 1回戦    | ○ 5 - 2 修徳                    | 2回戦    |
| 第77回大会（2005年） | 一迫商（21世紀枠・初出場） | 2回戦    | ● 2 - 19 天理                   | 2回戦    |
| 第79回大会（2007年） | 仙台育英（6年ぶり9回目）   | 1回戦    | ● 1 - 2 常葉菊川                | 初戦敗退 |
| 第80回大会（2008年） | 東北（4年ぶり18回目）      | 1回戦    | ● 2 - 3 北大津                  | 初戦敗退 |
| 第81回大会（2009年） | 利府（21世紀枠・初出場）   | 1回戦    | ○ 10 - 4 掛川西                 | ベスト4  |
| 第81回大会（2009年） | 利府（21世紀枠・初出場）   | 2回戦    | ○ 2x - 1 習志野                 | ベスト4  |
| 第81回大会（2009年） | 利府（21世紀枠・初出場）   | 準々決勝 | ○ 5 - 4 早稲田実                | ベスト4  |
| 第81回大会（2009年） | 利府（21世紀枠・初出場）   | 準決勝   | ● 2 - 5 花巻東                  | ベスト4  |
| 第83回大会（2011年） | 東北（3年ぶり19回目）      | 1回戦    | ● 0 - 7 大垣日大                | 初戦敗退 |
| 第84回大会（2012年） | 石巻工（21世紀枠・初出場） | 1回戦    | ● 5 - 9 神村学園                | 初戦敗退 |
| 第85回大会（2013年） | 仙台育英（6年ぶり10回目）  | 2回戦    | ○ 7 - 2 創成館                  | ベスト8  |
| 第85回大会（2013年） | 仙台育英（6年ぶり10回目）  | 3回戦    | ○ 4 - 1 早稲田実                | ベスト8  |
| 第85回大会（2013年） | 仙台育英（6年ぶり10回目）  | 準々決勝 | ● 0 - 2 高知                    | ベスト8  |
| 第86回大会（2014年） | 東陵（初出場）             | 1回戦    | ● 1 - 9 白鴎大足利              | 初戦敗退 |
| 第87回大会（2015年） | 仙台育英（2年ぶり11回目）  | 1回戦    | ○ 12 - 0 神村学園               | 2回戦    |
| 第87回大会（2015年） | 仙台育英（2年ぶり11回目）  | 2回戦    | ● 1 - 2 敦賀気比                | 2回戦    |
| 第89回大会（2017年） | 仙台育英（2年ぶり12回目）  | 1回戦    | ● 4 - 6 福井工大福井            | 初戦敗退 |
| 第92回大会（2020年） | 仙台育英（3年ぶり13回目）  | 交流試合 | ● 1 - 6 倉敷商                  | （中止） |
| 第93回大会（2021年） | 仙台育英（2年連続14回目）  | 1回戦    | ○ 1 - 0 明徳義塾                | ベスト8  |
| 第93回大会（2021年） | 仙台育英（2年連続14回目）  | 2回戦    | ○ 13 - 5 神戸国際大付           | ベスト8  |
| 第93回大会（2021年） | 仙台育英（2年連続14回目）  | 準々決勝 | ● 3 - 10 天理                   | ベスト8  |
| 第93回大会（2021年） | 柴田（初出場）             | 1回戦    | ● 4 - 5 京都国際（延長10回）    | 初戦敗退 |
| 第95回大会（2023年） | 仙台育英（2年ぶり15回目）  | 2回戦    | ○ 2x - 1 慶応（延長10回TB）     | ベスト8  |
| 第95回大会（2023年） | 仙台育英（2年ぶり15回目）  | 3回戦    | ○ 6 - 1 龍谷大平安              | ベスト8  |
| 第95回大会（2023年） | 仙台育英（2年ぶり15回目）  | 準々決勝 | ● 4 - 5x 報徳学園（延長10回TB） | ベスト8  |
| 第95回大会（2023年） | 東北（12年ぶり20回目）     | 1回戦    | ● 1 - 3 山梨学院                | 初戦敗退 |

## 通算成績
| 出場 | 試合 | 勝利 | 敗戦 | 引分 | 勝率 | 優勝 | 準優勝 | ベスト4 | ベスト8 |
| ---- | ---- | ---- | ---- | ---- | ---- | ---- | ------ | ------- | ------- |
| 41   | 74   | 34   | 40   | 0    | .459 | 0    | 1      | 2       | 8       |

## 学校別成績
| 校名     | 出場 | 直近出場 | 勝敗     | 最高成績 |
| -------- | ---- | -------- | -------- | -------- |
| 東北     | 20回 | 2023年   | 14勝20敗 | ベスト4  |
| 仙台育英 | 15回 | 2023年   | 16勝14敗 | 準優勝   |
| 利府     | 1回  | 2009年   | 3勝1敗   | ベスト4  |
| 一迫商   | 1回  | 2005年   | 1勝1敗   | 2回戦    |
| 仙台商   | 1回  | 1967年   | 0勝1敗   | 初戦敗退 |
| 石巻工   | 1回  | 2012年   | 0勝1敗   | 初戦敗退 |
| 東陵     | 1回  | 2014年   | 0勝1敗   | 初戦敗退 |
| 柴田     | 1回  | 2021年   | 0勝1敗   | 初戦敗退 |